# Redbrook
Redbrook – wieś w Anglii, w hrabstwie Gloucestershire, w dystrykcie Forest of Dean. Leży 31 km na zachód od miasta Gloucester i 179 km na zachód od Londynu.